# کارده (ایتالیا)
کارده (به ایتالیایی: Cardé) یک کومونه در ایتالیا است که در استان کونیو واقع شده‌است. کارده ۱۹٫۳۳ کیلومتر مربع مساحت و ۱٬۰۷۷ نفر جمعیت دارد و ۲۵۸ متر بالاتر از سطح دریا واقع شده‌است.